# Liolaemus meraxes
Liolaemus meraxes — вид ігуаноподібних ящірок родини Liolaemidae. Ендемік Аргентини. Описаний у 2019 році.

## Поширення і екологія
Liolaemus meraxes відомі з типової місцевості, розташованої в районі Бардас-Бланкас, в департаменті Маларгуе в провінції Мендоса.